# Historia i fantastyka
Historia i fantastyka. Stanisław Bereś i Andrzej Sapkowski – wywiad rzeka, zapis rozmowy jaką krytyk, historyk literatury Stanisław Bereś przeprowadził 27 czerwca 2005 roku z pisarzem fantasy Andrzejem Sapkowskim. Głównym tematem rozmów są związki historii z fantastyką, pytania dotyczą zarówno kwestii światopoglądowych i artystycznych, jak również metod pracy twórczej i poglądów na temat literatury pisarza, pojawiają się także liczne odwołania do twórczości Sapkowskiego - jego najpopularniejszych utworów i bohaterów. Książkę wydało wydawnictwo superNOWA.
Jakub Winiarski w „Nowej Fantastyce” uznał książkę za ciekawą ale słabszą od wywiadów Beresia z Lemem i z Konwickim; w porównaniu do nich książkę tą uznał za zbyt zdominowaną przez Sapkowskiego, pisząc, że z wywiadu można odnieść wrażenie, że "jak gdyby Bereś bał się rozsierdzić Mistrza".

## Źródła
- Wojciech Orliński, 26 października 2005, Gazeta Wyborcza, Historia i fantastyka, Bereś, Stanisław; Sapkowski, Andrzej